# Município de Čegrane
Čegrane é um município localizado na atual Macedônia do Norte, sendo também o nome homônimo da cidade onde a sede municipal está situada. De acordo com o último censo nacional macedônio realizado em 2002, o município tinha 12 310 habitantes.